# كأس ديفيز 1962
كأس ديفيز 1962 (بالإنجليزية: 1962 Davis Cup)‏ هو الموسم 51 من  كأس ديفيز. فاز فيه منتخب أستراليا لكأس ديفيز.